# Bartolomeo Bianco
Bartolomeo Bianco (* um 1590 in Coldrerio; † 1657 in Genua) war ein italienisch-schweizerischer Architekt des Barocks.

## Leben und Werk
Bartolomeo wurde als Sohn des Architekten Cipriano geboren. Er zog sehr jung nach Genua, um seinem Vater zu folgen, der für das lokale Kloster der Padri Agostiniani von Carbonara in der Gegend von Castelletto beschäftigt war.
Nach seiner Tätigkeit als Festungsbaumeister in verschiedenen Städten Liguriens begann er in Genua als Stadtplaner zu arbeiten. Seine wichtigsten Bauten sind das Hauptgebäude der Universität Genua (1634 bis 1638), mehrere Villen in der Via Balbi ab 1606 und die Villa Durazzo-Pallavicini.
Sein Sohn Giovanni Battista war auch Architekt tätig in Genua.